# Rajadão
«Rajadão» es un sencillo de la cantante y drag queen brasileña Pabllo Vittar. Fue lanzado el 20 de marzo de 2020 como el cuarto sencillo de su cuarto EP de estudio, 111 (2019), a través de BTM Produções Artísticas.
Es una canción psicodélica. El video de este sencillo fue estrenado en un evento de prensa.

## Video Visualizer
El visualizer de "Rajadão" se estrenó el 20 de marzo de 2020 y tenía escenas grabadas en el estudio de grabación y otras dentro de la casa del cantante, debido a la cuarentena provocada por pandemia de Covid-19. El trabajo audiovisual comienza con Pabllo sostenido por unas cadenas en sus brazos, cuando ella se suelta, comienza la canción. Las escenas varían entre Pabllo actuando con un juego de luces en su cuerpo, refiriéndose a la iluminación de una discoteca.

## Certificaciones
| Organismo         | Certificación | Ventas |
| ----------------- | ------------- | ------ |
| Pro-Música Brasil | Platino       | 80 000 |